# Obszar Chronionego Krajobrazu Bory Niemodlińskie
Obszar Chronionego Krajobrazu Bory Niemodlińskie – powołany został uchwałą Wojewódzkiej Rady Narodowej w Opolu, 26 maja 1988 roku. Jest to drugi pod względem wielkości w województwie opolskim – pośród siedmiu – obszar objęty tą formą ochrony powierzchniowej. Zajmuje powierzchnię 491,7 km², z czego około 60% stanowią lasy. Obecnie Obszar Chronionego Krajobrazu Bory Niemodlińskie to największy w Polsce kompleks leśny w zachodniej części górnej Odry, obejmujący najcenniejsze przyrodniczo lasy będące pozostałością niegdysiejszej Przesieki Śląskiej, z wciąż jeszcze zachowanymi fragmentami typowych dla polskiego niżu lasów mieszanych i liściastych.

## Flora i fauna
Na terenie Obszaru Chronionego Krajobrazu Bory Niemodlińskie występuje 19 gatunków chronionych roślin, w tym 7 chronionych częściowo i 12 chronionych ściśle (część zakwalifikowana na Czerwonej Liście Roślin Zagrożonych w Polsce 1992, dwa gatunki objęte są ochroną paneuropejską w ramach „Konwencji o ochronie gatunków dzikiej flory i fauny europejskiej oraz ich siedlisk”).
Nie mniej bogata jest również fauna. Występuje tu 181 gatunków kręgowców chronionych, w tym:
- ryby – 2 gatunki chronione
- płazy – 13 gatunków chronionych (w tym 2 częściowo)
- gady – 5 gatunków chronionych
- ptaki – 139 gatunków chronionych
- ssaki – 25 gatunki chronionych

Ze względu na warunki środowiskowe, szczególnie zróżnicowana gatunkowo jest awifauna. Dotąd na terenie Obszaru Chronionego Krajobrazu Bory Niemodlińskie stwierdzono występowanie 150 gatunków lęgowych, co stanowi około 34% całej ornitofauny krajowej. Wiele z nich to gatunki zakwalifikowane na różnej rangi czerwonych listach gatunków zagrożonych wymieraniem – regionalnych, krajowych i europejskich. Znaczna liczba – 34 gatunki – uważana jest za rzadkie i zagrożone na Śląsku. Ponadto występuje tu 9 gatunków zagrożonych w skali kraju: derkacz, bielik, kania czarna, kania ruda, bąk, bączek, zielonka, włochatka, podgorzałka.

## Położenie administracyjne
Obszar Chronionego Krajobrazu Bory Niemodlińskie w całości położony jest na terenie województwa opolskiego i zlokalizowany na terenie 12 gmin: Dąbrowa, Komprachcice, Prószków, Krapkowice, Strzeleczki, Biała, Korfantów, Łambinowice, Tułowice, Niemodlin, Grodków, Lewin Brzeski (powiaty: opolski, krapkowicki, prudnicki, nyski, brzeski).
Z terenu wyżej wymienionych gmin w granicach Obszaru Chronionego Krajobrazu Bory Niemodlińskie położone są następujące sołectwa:
- gm. Komprachcice: Ochodze, Polska Nowa Wieś
- gm. Prószków: Ligota Prószkowska, Jaśkowice, Przysiecz, Prószków
- gm. Łambinowice: Wierzbie, Sowin, Łambinowice
- gm. Krapkowice: Gwoździce, Dąbrówka Dolna
- gm. Strzeleczki: Smolarnia, Dobra, Strzeleczki
- gm. Lewin Brzeski: Oldrzyszowice
- gm. Tułowice: Szydłów, Ligota Tułowicka, Skarbiszowice
- gm. Niemodlin: Grodziec, Michałówek
- gm. Dąbrowa: Prądy, Siedliska, Nowa Jamka, Ciepielowice
- gm. Biała: Chrzelice
- gm. Grodków: Kopice, Głębocko
- gm. Korfantów: Borek, Przechód

Obszar Chronionego Krajobrazu Bory Niemodlińskie przecina droga wojewódzka nr 414 relacji Prudnik–Opole i linia kolejowa nr 287 Opole Zachodnie–Nysa.

## Środowisko fizycznogeograficzne
Obszar Chronionego Krajobrazu Bory Niemodlińskie to największy obszar leśny w lewobrzeżnej części dorzecza górnej Odry. Tereny te w większości porastają monokultury iglaste – głównie sosnowe. Pod względem regionalizacji fizycznogeograficznej Polski, Obszar Chronionego Krajobrazu Bory Niemodlińskie zlokalizowany jest na terenie dwóch mezoregionów makroregionu Niziny Śląskiej:
- mezoregion Równiny Niemodlińskiej
- mezoregion Doliny Nysy Kłodzkiej